# 草木染め
草木染めあるいは草木染（くさきぞめ）は、合成染料（化学染料）を用いた染色に対して、天然染料を用いた染色を区別するために生じた呼称。
昆虫から得られるコチニールのような植物由来の染料でなくとも天然染料で染めること、または染めたものを草木染めという。タマネギや落花生の皮のような家庭で生ゴミになってしまうものも染料として使用されている点で家庭的な面がある。

## 命名の経緯
作家の山崎斌が1930年12月に資生堂ギャラリー（銀座）で行った「草木染信濃地織復興展覧会」が創始とされる。それまで植物を使用した染色に対して特定の呼称がなかったため、展覧会に際して新たに考えるよう周囲に薦められたという。同時に山崎は登録商標を申請し、1932年に受理された。すでに商標の期限は切れているが、後継者である息子の山崎青樹（せいじゅ）は追加申請を行っていない。これは「草木染を愛する人に自由に使用してもらいたい」という願いによるものである。
その後、斌の孫であり青樹の息子である山崎和樹（かずき）へと引き継がれ、三代による「草木染」の啓蒙活動が続いている。

## 染色方法
主に植物の葉、茎、根、実などを煮だした液に繊維を浸し、20分程度加熱し、染まった色素を金属イオンと結合させて発色させる。金属イオンとの結合を媒染といい、アルミニウム、銅、鉄分などを溶かした液に繊維を20分程度浸す。植物抽出液と媒染を繰り返すことで色素の繊維染着を良くし、染色濃度を上げる。

## 合成染料（化学染料）との違い
草木染めは合成染色に比べて、
- 品質が一定しない。天然染料は色素の含有量が一定せず、また単一の色素のみを持つことも少ないので、同じ色を出すのはほぼ不可能と言われる。
- 濃く染めにくい。天然染料は色素を持っていても、合成染料のように多量に含んでいるわけではないので、濃い色に染めるのは手間が非常にかかる。
- 染色の時期が決まってくる。染料自体の採取時期による色の違いや、季節による染色の向き不向きがあるので、染色を行う季節は自然と固定されるものが多い。
- 被染色物（染められたもの）の色が光や汗、果汁などに対して弱いものもある。

こうした化学染料との違いは、工業的に量産という点では欠点があると捉えられるが、身近な材料で家庭でも手軽に染められることや、趣味や手工芸の分野では同じものができないことを魅力だと捉える人もおり、草木染めならではの面白さだとされる。

## 主な天然染料
アカネ
乾燥させた根を赤色の染料として用いる。ヨーロッパ種と東アジア（日本）種がある。主な色素はプルプリンとアリザリン、ルビアジンなど。
ベニバナ
花弁を黄色、赤色の染料として用いる。赤の色素は抽出が難しく、ベニバナで染めた布は非常に高価であった。黄色は簡単に取り出せるが、すぐに分解されるのであまり使われない。
ムラサキ
乾燥させた根を紫色の染料として用いる。主な色素はシコニンだが、熱に弱いため染色は冬に行われる。
アイ
乾燥させた葉などを青色の染料として用いる。様々な植物が「アイ」と呼ばれており、インディガンという無色の色素を持つことが共通している。日本ではタデ科のアイ（タデアイ）、キツネノマゴ科のリュウキュウアイ、アブラナ科のタイセイが栽培されてきた。日本ではほとんどの場合アイ(タデアイ)を指す。
カリヤス
生または乾燥した茎や葉を黄色の染料として用いる。イネ科の植物で、ススキに似た外観をしている。また、八丈島の方言ではコブナグサのことを指すので注意。どちらも利用法はほぼ同じである。
キハダ
乾燥させた樹皮を黄色の染料として用いる。藍染めの後にキハダで染め重ね緑色を出すこともある。
ウコン
根茎を黄色の染料として用いる。ただし、染料に使えるほど色素を含むのは夏ウコンだけであり、春ウコン及び秋ウコン（ガジュツ）は使えない。
ゴバイシ
五倍子（ふし）とも。ヌルデに発生した虫えい（ヌルデノミミフシ）を乾燥させたもの。黒色の染料に用いる。多量のタンニンを含んでいる。お歯黒にも使われていた。ウルシの仲間なので容易に触れるとかぶれる危険性がある。
クサギ
果実を青色の染料に、萼片、葉も染料として用いることができる。インディゴ以外の青い色素で染色に用いることができるものは少なく、珍しい存在。
イラクサ類
茎葉を用いる。赤色や茶色などの色が取れる。
ヨモギ
茎葉を用いる。緑色や褐色が得られる。
カキシブ
未熟な柿の果汁から作る。茶色の染料として用いる。日に当てることで繊維の強度が増す。塗料として用いられることもあり、一閑張りなどの和紙に塗布したり、清酒の清澄剤に利用されていた。
サクラ
花からは色付けができず、蕾が色づく直前に枝を煮出して染液をとる。
タケニグサ
竹細工を行う時，青竹しか無いときに材料の竹と一緒に煮沸．枯れた竹に見せ掛ける為の染色である．迷信として竹をタケニグサと一緒に煮沸すると軟化し，細工がしやすくなると云われているが，一緒に煮沸しても竹は軟化しない．

## その他の天然染料
動物性の染料として、貝紫、セピア、コチニール、ラックダイなどがある。